# Vaitiare Bandera
Vaitiaré Eugenia Hirshon (Tahití, Polinesia Francesa, 15 de agosto de 1964), conocida como Vaitiaré Bandera, es una actriz de televisión francopolinesia.

## Biografía
Vaitiaré (en tahitiano, Flor de agua) es de ascendencia estadounidense, francesa, inglesa, alemana y tahitiana. Su madre pertenece a la Casa Real de Makea, en las islas Cook.
En la década de los 80 y principios de los 90, trabajó para la televisión en España presentando diversos programas como Gran Fiesta o Bellezas al agua de Telecinco. Como cantante grabó dos singles de estilo italo-disco: If you´re bad (88) y una versión del clásico Be my baby (89), ambos publicados en Francia, España y Japón. Fue la primera en grabar la canción Desesperada, que interpretó en uno de sus programas, pero no llegó a publicarse oficialmente. Posteriormente la versionó con éxito la cantante Marta Sánchez.
En 1990 debutó en el cine con la película española La chica de Tahití dirigida por Mariano Ozores, quien la animó a lanzarse al mercado americano.
Desde 1993 hasta 1995 trabajó como portavoz para Hispanoamérica de la Cerveza Miller, y también participó en diversos spots publicitarios.
Participó en la telenovela Agujetas de color de rosa, emitida 45 países. Tuvo apariciones ocasionales en series como Married with Children, Pacific Blue y Acapulco H.E.A.T.. En el año 1998 tuvo un pequeño papel en la película U.S. Marshals, pero su papel más importante le llega con la serie de ciencia ficción Stargate SG-1 donde interpreta a Sha'uri/Sha're y Amonet.
Inicialmente intentó conseguir ese mismo papel de Sha'uri en la película Stargate de 1994, pero en aquella ocasión lo obtuvo la actriz Mili Avital. Tras el rodaje de la película se propuso la serie de TV, basada en la misma película, y tras volver a presentarse al casting por el mismo papel, finalmente lo obtuvo.
Estuvo casada con el productor Peter Bandera, aunque su fama llegó tras su noviazgo con el cantante Julio Iglesias.
Posteriormente conoció a Michael Shanks durante la grabación del capítulo piloto de la serie Stargate SG-1. Un año después tuvieron una niña, nacida a mediados de 1998. Los personajes de ambos, Daniel Jackson y Sha're, formaban también pareja en la ficción. Durante su embarazo, Vaitiare trabajó en el episodio "Secrets" en el que la trama giraba en torno a su embarazo.
Tras la serie dejó de actuar, y se dedica a varias empresas familiares de moda y diseño: "KenTa designs", "Royal Hip" y "RoyalMocc".
En septiembre de 2004 se volvió a casar con Edgard Asars, diseñador de moda, con quien tuvo un nuevo hijo en 2004. Actualmente reside en Los Ángeles, California.

## Filmografía
- Stargate SG-1 (1997) como Sha'uri/Sha're y Amonet.
- Pacific Blue (1996) como Linda Dominguez.
- U.S. Marshals (1998) como Stacia Vela.
- Se ha escrito un crimen (1996) como Luisa.
- Out of the Blue (1996) como Tiara.
- The Final Goal (1995) como Lisa.
- Acapulco H.E.A.T. (1993) como Carmen.
- Married with Children (1993) como Sonya.
- La chica de Tahití (1990) como Vaitiare.

## Telenovelas
- Agujetas de color de rosa - Vilma Montemayor